# Округ Дејвидсон (Тенеси)
Дејвидсон (енгл. Davidson County) је округ у америчкој савезној држави Тенеси.

## Демографија
По попису из 2010. године број становника је 626.681, што је 56.79 (10,0%) становника више него 2000. године.
| Група             | 2000.           | 2010.           |
| Белци             | 371.150 (65,1%) | 359.883 (57,4%) |
| Афроамериканци    | 147.696 (25,9%) | 173.730 (27,7%) |
| Азијати           | 13.275 (2,3%)   | 19.027 (3,0%)   |
| Хиспаноамериканци | 26.091 (4,6%)   | 61.117 (9,8%)   |
| Укупно            | 569.891         | 626.681         |